# Municipio de Miller (Indiana)
El municipio de Miller (en inglés: Miller Township) es un municipio ubicado en el condado de Dearborn en el estado estadounidense de Indiana. En el año 2010 tenía una población de 9810 habitantes y una densidad poblacional de 143,62 personas por km².

## Geografía
El municipio de Miller se encuentra ubicado en las coordenadas 39°10′58″N 84°52′15″O / 39.18278, -84.87083. Según la Oficina del Censo de los Estados Unidos, el municipio tiene una superficie total de 68.3 km², de la cual 67.7 km² corresponden a tierra firme y (0.88%) 0.6 km² es agua.

## Demografía
Según el censo de 2010, había 9810 personas residiendo en el municipio de Miller. La densidad de población era de 143,62 hab./km². De los 9810 habitantes, el municipio de Miller estaba compuesto por el 97.71% blancos, el 0.28% eran afroamericanos, el 0.13% eran amerindios, el 0.35% eran asiáticos, el 0.02% eran isleños del Pacífico, el 0.52% eran de otras razas y el 1% pertenecían a dos o más razas. Del total de la población el 1.21% eran hispanos o latinos de cualquier raza.